# Mihai Crețu
Mihai Crețu, cunoscut ca Michael Cretu și Mihai Cretu (n. 18 mai 1957, București, România), este un muzician și producător muzical român, activ muzical în Germania și Europa de Vest, domiciliat în insula spaniolă Ibiza, cunoscut mai ales ca fiind creatorul proiectului muzical Enigma.
În perioada 1988 - 2007, a fost căsătorit cu cântăreața germană Sandra.
Mihai Crețu a studiat muzica clasică la liceul numărul 2 din București și la Paris, începând din 1968. În perioada 1975 - 1978, a urmat cursurile Academiei de muzică din Frankfurt, obținând licența în muzică. De formație pianist Crețu a lucrat ca producător și interpret la instrumente cu clape pentru Frank Farian, germanul care s-a aflat în perioada anilor 1970 - 1980, în spatele marilor succese comerciale numite Boney M și Milli Vanilli.
Mihai Crețu, cunoscut sub pseudonimul artistic de Curly M.C., a lucrat înaintea proiectului său muzical Enigma cu numeroși producători, muzicieni și artiști, printre care se numără Sandra Cretu, Frank Farian, Boney M, Goombay Dance Band, Peter Cornelius, Manfred „Tissy” Thiers și Mike Oldfield.  În timpul rulării proiectului Enigma a colaborat cu alți muzicieni precum sunt Jens Gad, Frank Peterson, David Fairstein, ATB, Jam & Spoon, Peter Ries, Ruth-Ann Boyle și Andru Donalds.
Axat pe producere și aranjament muzical, Crețu a lucrat în propriul său studio muzical, numit Studioul A.R.T., situat chiar la reședința personală a cuplului Michael și Sandra Cretu, din insulele Baleare, pe insula Ibiza. În anii 2010 a deschis un studio la München.
Mihai Crețu a vândut peste 100 de milioane de albume.

## Biografie
Crețu a studiat muzica clasică la Liceul Nr. 2 din București în anul 1965 și în Paris în anul 1968. Mai târziu a urmat Academia de Muzică din Frankfurt, Germania din anul 1975 până în 1978, obținând o diplomă universitară în muzică. Crețu a fost recunoscut ca un cântăreț la pian electronic și a produs melodii pentru Frank Farian, maestrul German care s-a aflat în spatele succesului din anii 1970 și 1980 al cunoscuților cântăreți Boney M și Milli Vanilli.
În anii 80 Crețu a devenit producătorul cvartetului pop Hubert Kah și a început să scrie melodii cu liderul de formație Hubert Kemmler, scoțând numeroase hituri. Crețu a fost de asemenea unul dintre producătorii albumului lui Mike Oldfield din 1987, Islands, mai ales cea de a șasea melodie, The Time has Come și producătorul albumului din anul 1989 al lui Peter Schilling , The Different Story (World of Lust and Crime).
Crețu a întâlnit-o pe viitoarea lui soție Sandra Lauer (mai târziu Sandra Cretu) atunci când cânta la orgă electrică în turneul live cu grupul Arabesque. În colaborare cu mai mulți membri ai formației, cum ar fi Hubert Kah, a fost co-producător și a produs mai multe albume de succes pe care i le-a dedicat ei, începând cu melodia Maria Magdalena care a fost pe locul 1 în top în 21 de țări. Noua formație s-a numit simplu Sandra, deși numele întreg al Sandrei este foarte des folosit în scopuri financiare. Crețu s-a căsătorit cu Sandra Lauer pe data de 7 ianuarie, 1988. Au avut doi copii gemeni Nikita și Sebastian, care s-au născut în anul 1995.
O altă formație lansată de Crețu s-a numit Moti Special (Cold Days, Hot Nights), cu care Crețu a produs melodii și a cântat la mijlocul anilor 80.
A fost patronul casei de muzică A.R.T. Studios din Ibiza, înainte să se mute la o nouă reședință din dealurile Ibizei. Noua lui casă din coasta vestică și romantică a insulei Ibiza a fost o casă de stil marocan spectaculoasă și a fost ridicată în 9 ani de către Bernd Steber și Gunter Wagner. De asemenea a deținut un studio de înregistrări foarte modern, care a păstrat numele inițial.
În anul 1998, Crețu a mai făcut odată echipă cu Jens Gad (în trecut au lucrat împreună la Le Roi Est Mort, Vive Le Roi!) și au lansat albumul The Energy of Sound sub numele Trance Atlantic Airwaves. Crețu și Gad au lucrat de asemenea cu cântărețul Jamaican Andru Donalds, care a avut un succes în Europa cu melodia All Out of Love din anul (1999).

### Viața lui Crețu ca artist solo
Primul solo al lui Crețu a fost lansat o dată cu single-ul Wild River, în anul 1978. Primul său album solo a fost lansat în anul 1979 și a fost intitulat Ausgewählte Goldstücke ca produs German, și Moon, Light & Flowers ca producție realizată în limba engleză.
Al doilea album solo al lui Crețu, intitulat Legionäre, a fost lansat în anul 1983. Acest album a avut versuri în limba germană și au fost compuse de Mihai. A fost co-producător și supervizat de Harald Steinhauer și l-a avut ca profesor pe Armand Volker.
Al treilea album solo al lui Crețu s-a intitulat Die Chinesische Mauer, și a fost lansat în anul 1985. În limba engleză traducerea titlului ar fi "The Chinese Wall", și este mai bine cunoscut ca, "The Great Wall of China".  În română s-ar traduce Marele zid chinezesc. La fel ca și albumul precedent, acesta are versuri în limba germană, care au fost compuse de Mihai, și coproducător a fost Armand Volker. Acest album a fost de asemenea lansat separat în limba engleză și o versiune diferită a melodiei este cunoscut sub numele "The Invisible Man".  Câteva din melodiile din "The Invisible Man" au fost ușor editate, și de aceea diferă puțin de versiunea germană Die Chinesische Mauer.

### Proiectul Enigma
După ce s-a căsătorit cu Sandra în 1988, Crețu a avut o idee bazată pe sugestiile lui David Fairstein, pentru un proiect muzical „new age dance”, sub numele - sugerat de Fairstein - Enigma. Împreună cu Frank Peterson și David Fairstein, Crețu a creat primul lor single, o melodie inovativă intitulată Sadness, care a avut un succes neașteptat. Albumul MCMXC a.D., lansat în 1990, a avut un succes uriaș. Se presupune că s-au vândut cam 20 de milioane de exemplare în toată lumea. Unul dintre scopurile proiectului Enigma era de a oferi muzică nemaiauzită până atunci, și care nu se mai producea nicăieri, ceea ce l-a obligat pe Crețu să caute mereu noi direcții muzicale și să nu se lase depășit de imitatori.
MCMXC a.D. a rămas pentru 282 de săptămâni în topurile Billboard, și a ieșit doar la doi ani după lansarea celui de-al doilea album Enigma, The Cross of Changes, în 1993. Peterson avusese deja neînțelegeri cu Crețu și a părăsit proiectul în 1991. Enigma folosise până acum cânturi gregoriene, dar Crețu a decis să se axeze pe cântece tribale pentru al doilea album. Așa a apărut Return to Innocence, care va deveni hit mondial.
Paramount Pictures i-a propus lui Crețu să compună coloana sonoră pentru filmul Sliver, și astfel, în 1993 a apărut încă un single Enigma, Carly's Song, numit după personajul principal din film.
În 1996, Le Roi Est Mort, Vive Le Roi!, al treilea album Enigma, a fost lansat. Din punct de vedere stilistic, este o combinație între primele două albume, dar nu s-a bucurat de același succes.
Pentru al patrulea album, The Screen Behind the Mirror, Crețu a schimbat din nou direcția muzicală, folosind fragmente din Carmina Burana. Andru Donalds și Ruth-Ann Boyle au apărut pentru prima dată pe acest album. Deși Jens Gad lucrase cu Crețu la albumele precedente, este creditat pentru prima oară acum.
Hotărând că primul capitol al proiectului Enigma se încheiase, Crețu a lansat două albume compilații: Love Sensuality Devotion: Greatest Hits și Love Sensuality Devotion: The Remix Collection.
Crețu nu mai era convins să continue proiectul, dar totuși a compus Voyageur în 2003. Sunetele de flaut Shakuhachi și cânturi gregoriene și tribale cu care își obișnuise ascultătorii au fost înlocuite de ritmuri mai pop. În martie 2006, un nou single numit Hello & Welcome a fost lansat, în așteptarea următorului album.
Al șaselea album din istoria Enigma, se numește A Posteriori. A fost lansat pe 22 septembrie 2006. Ultimul său album, The Fall of a Rebel Angel, a fost lansat în 2016.

## Discografie

### Carieră solo
- 1979 – Moon, Light & Flowers
- 1983 – Legionäre
- 1985 – Die Chinesische Mauer
- 1985 – Invisible Man
- 2004 – Mystic hits [6] (bootleg[7])

### Colaborări
Michael Cretu worked as a writer, performer, or producer on these albums:
- 1985 – Moti Special: Motivation
- 1987 – Mike Oldfield: Islands
- 1987 – Cretu And Thiers: School's Out
- 1988 – Cretu and Thiers: Belle Epoque
- 1992 – Cornelius and Cretu: Cornelius and Cretu
- 1998 – Trance Atlantic Air Waves: The Energy of Sound

### Enigma
Vezi aici pentru o listă de albume și single-uri.